# Memoriał Josefa Odložila 2013
Memoriał Josefa Odložila 2013 – międzynarodowy mityng lekkoatletyczny, który odbywał się 10 czerwca 2013 na Stadionie imienia Evžena Rošickiego w Pradze. Zawody znalazły się w kalendarzu European Athletics Outdoor Premium Meetings, w związku z czym należą do grona najważniejszych mityngów organizowanych w Europie pod egidą Europejskiego Stowarzyszenia Lekkoatletycznego.

## Rezultaty

### Mężczyźni
| Konkurencja:               | 1. miejsce                                                               | Rezultat   | 2. miejsce                                                         | Rezultat | 3. miejsce                                                                      | Rezultat |
| Bieg na 100 m              | Joel Fearon                                                              | 10,33 PB   | Sheldon Mitchell                                                   | 10,37 PB | Jakub Adamski                                                                   | 10,49    |
| Bieg na 400 m              | Pavel Maslák                                                             | 45,40 SB   | Jarrin Solomon                                                     | 45,51 SB | Richard Buck                                                                    | 46,11    |
| Bieg na 1500 m             | Soresa Fida                                                              | 3:37,23    | Dawitt Wolde                                                       | 3:37,45  | Benson Seurei                                                                   | 3:37,58  |
| Bieg na 110 m przez płotki | Jeff Porter                                                              | 13,38      | William Sharman                                                    | 13,44 SB | Artur Noga                                                                      | 13,48    |
| Bieg na 400 m przez płotki | Richard Yates                                                            | 49,90 SB   | Ben Summer                                                         | 50,22    | Niall Flannery                                                                  | 50,29    |
| Sztafeta 4 × 100 m         | Polska · Kamil Masztak · Kamil Kryński · Robert Kubaczyk · Jakub Adamski | 39,30      | Czechy · Václav Zich · Rostislav Šulc · Vojtěch Šulc · Petr Szetei | 40,29    | Czechy U20 · Miroslav Sabadin · Marcel Kadlec · Radek Povýšil · Vojtěch Svoboda | 42,04    |
| Skok o tyczce              | Raphael Holzdeppe                                                        | 5,82 MR    | Jan Kudlička                                                       | 5,70 =SB | Michal Balner                                                                   | 5,60 SB  |
| Skok w dal                 | Luis Rivera                                                              | 8,10 MR SB | JJ Jegede                                                          | 7,93     | Tomasz Jaszczuk                                                                 | 7,84 SB  |
| Rzut oszczepem             | Vítězslav Veselý                                                         | 86,94 SB   | Zigismunds Sirmais                                                 | 80,74    | Łukasz Grzeszczuk                                                               | 80,63    |

### Kobiety
| Konkurencja:               | 1. miejsce                                                               | Rezultat | 2. miejsce                                                   | Rezultat | 3. miejsce                                                 | Rezultat   |
| Bieg na 1500 m             | Margherita Magnani                                                       | 4:09,85  | Danuta Urbanik                                               | 4:10,00  | Laura Muir                                                 | 4:10,01 PB |
| Bieg na 100 m przez płotki | Tiffany Porter                                                           | 13,00    | Delloreen Ennis                                              | 13,19    | Lucie Škrobáková                                           | 13,23 SB   |
| Bieg na 400 m przez płotki | Zuzana Hejnová                                                           | 54,55    | Eilidh Child                                                 | 55,12    | Denisa Rosolová                                            | 55,35      |
| Sztafeta 4 × 100 m         | Polska · Marika Popowicz · Weronika Wedler · Ewelina Ptak · Martyna Opoń | 43,83 MR | Czechy · Mazáčová · Urbánková · Schmidová · Katerina Čechová | 44,54    | Czechy „B” · Seidlová · Humpolíková · Táborská · Chválková | 46,20      |
| Skok wzwyż                 | Nadejda Dusanova                                                         | 1,86     | Mirela Demirewa                                              | 1,86 SB  | Sofie Skoog Levern Spencer                                 | 1,83       |
| Pchnięcie kulą             | Christina Schwanitz                                                      | 19,94    | Anca Heltne                                                  | 17,77    | Alona Dubicka                                              | 17,31      |